# Джаухар ас-Сакали

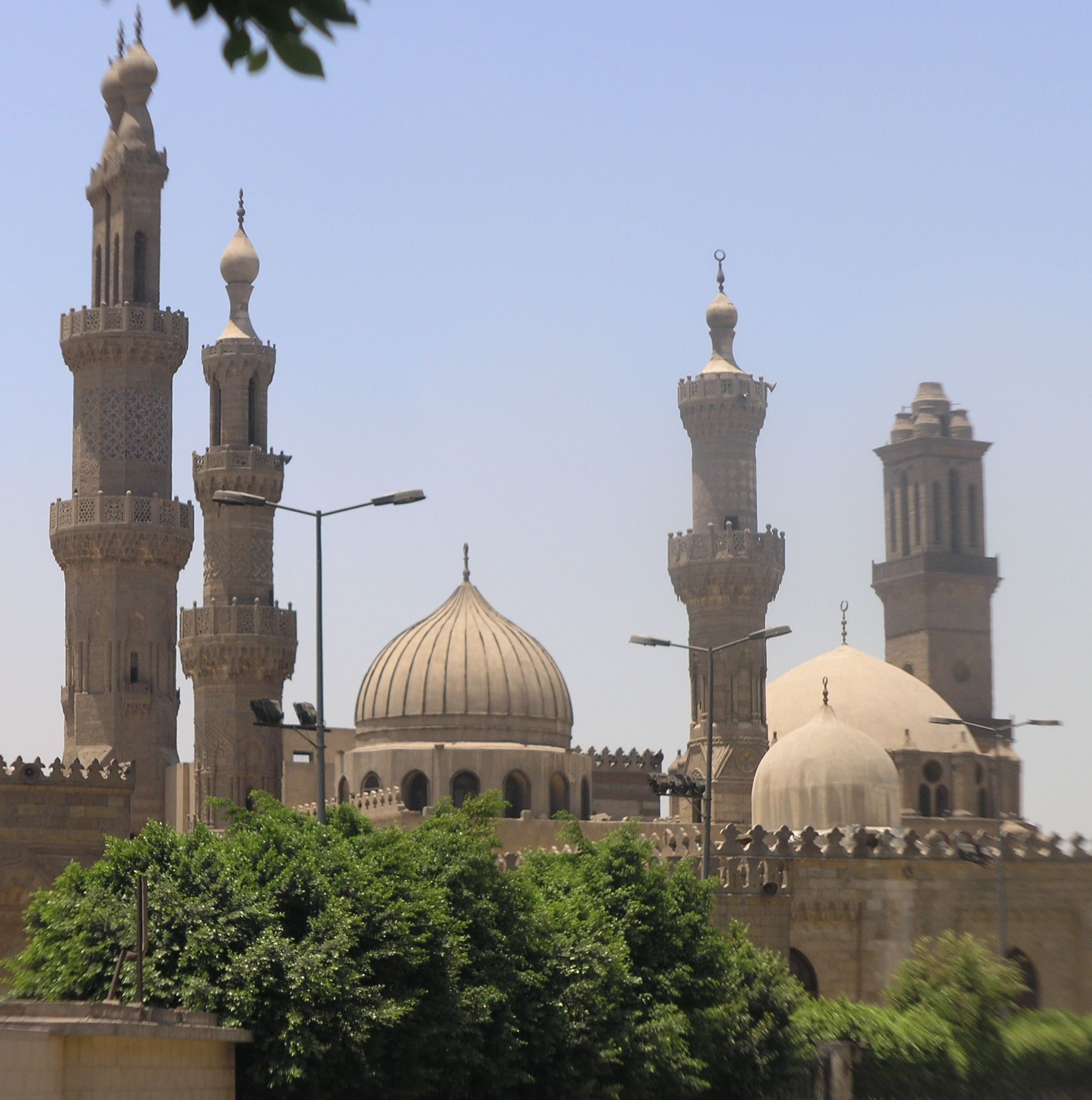
Мечеть аль-Азхар, основанная в 970 году Джаухаром

Джа́ухар ибн Абдулла́х (араб. جوهر بن عبد الله‎; умер в апреле 992) — один из лучших полководцев Фатимидов, завоеватель Северной Африки. Был известен под различными эпитетами: ас-Сакали (-Сикилли) («Сицилиец»), ар-Руми («Ромей»), ас-Саклаби («Славянин»), аль-Каид («Командующий»), аль-Катиб («Секретарь»).
Джаухар был сицилийским мамлюком греческого происхождения (некоторые учёные, например, М. Я. де Гуе, отождествляют его с евреем-визирем Ахимаацом бен-Палтиелем). Его семья происходила из Сицилийского эмирата и попала в Северную Африку в качестве рабов. За свой ум Джаухар был послан халифу аль-Мансуру. После смерти аль-Мансура его сын аль-Муизз дал Джаухару свободу и сделал личным секретарём. Вскоре Джаухар стал визирем и главнокомандующим у Фатимидов. В этой должности он вместе с Зиридами завоевал Фес и дошёл до Атлантического океана; под властью Омейядов из Кордовского халифата остались только крепости Сеута и Танжер.
Завершив поход на запад, Джаухар пошёл на восток и, после осады Гизы, захватил у Ихшидов долину Нила. Перед этим Джаухар заключил с ихшидским визирем договор о том, что суннитам будет гарантирована свобода вероисповедания, поэтому Фатимиды практически не встретили сопротивления. После этого Джаухар до 972 года был наместником Египта. Будучи в этой должности, он в 969 году основал Каир в качестве новой резиденции для халифа, а в 970 — знаменитую мечеть Аль-Азхар.
Хотя после завоевания Египта была оккупирована и Палестина, у Дамаска карматы нанесли поражение Фатимидам. Затем, когда карматы сами напали на Египет, Джаухар смог разбить их в 971 году севернее Каира, хотя борьба продолжалась до 974 года. Чтобы обезопасить южные границы, Джаухар отправил посольство в Нубию.
Сделав резиденцию в Каире, Джаухар впал в немилость у аль-Муизза, однако при его преемнике аль-Азизе, в чьём восшествии на престол Джаухар сыграл немаловажную роль, он был полностью реабилитирован. Джаухар был регентом до 979 года, пока, после очередного поражения в Сирии, не был отстранён от власти.
Последние годы жизни Джаухар, вероятно, занимался благотворительностью и жертвовал свои средства на богоугодные дела. В хрониках нет никаких известий о нём в этот период, за исключением того, что он умер в апреле 992 года.